# Pierre Magnier
Pour les articles homonymes, voir Magnier.
Pierre Magnier, de son vrai nom Pierre Frédéric Magnier, est un acteur et  réalisateur de films français né à Paris (9e) le 22 février 1869 et mort à Clichy (Hauts-de-Seine) le 15 octobre 1959.

## Biographie
Pierre Magnier débute comme comédien dans le théâtre avant d’être acteur au cinéma vers 1900 pour l'exposition internationale de Paris, puis devient réalisateur de nombreux courts-métrages muets (quelques minutes), ce qui est courant à l'époque car les films étaient montés très rapidement, en se servant des décors naturels.
À la disparition du cinéma muet Pierre Magnier joue avec succès dans des films parlants, comme La Règle du jeu de Jean Renoir, où il incarne un général ; ou encore dans Le Récif de corail de Maurice Gleize, où il incarne un médecin d'hôpital.
Âgé de 90 ans, il meurt parmi les siens en 1959.

## Théâtre
- 1895 : Pour la couronne, théâtre de l'Odéon : Brancoprice
- 1896 : Les Damichefs, théâtre de l'Odéon : Brandebourgs
- 1898 : Paméla de Victorien Sardou, théâtre du Vaudeville
- 1902 : Théodora de Victorien Sardou, théâtre Sarah-Bernhardt
- 1902 : Théroigne de Méricourt de Paul Hervieu, théâtre Sarah-Bernhardt
- 1903 : L'Adversaire d'Emmanuel Arène et Alfred Capus, théâtre de la Renaissance
- 1905 : L'Âge d'aimer de Pierre Wolff, théâtre du Gymnase
- 1906 : La Savelli de Max Maurey, Gilbert Thierry, théâtre Réjane
- 1907 : Paris-New York de Francis de Croisset et Emmanuel Arène, théâtre Réjane
- 1907 : Après le pardon de Matilde Serao et Pierre Decourcelle, théâtre Réjane
- 1908 : Qui perd gagne de Pierre Veber d'après Alfred Capus, théâtre Réjane
- 1909 : Le Scandale d'Henry Bataille, théâtre de la Renaissance
- 1911 : La Flambée de Henry Kistemaeckers, théâtre de la Porte-Saint-Martin
- 1914 : La Sauvageonne d'Edmond Guiraud, théâtre des Bouffes Parisiens
- 1922 : La Dernière Nuit de Don Juan d'Edmond Rostand, théâtre de la Porte-Saint-Martin
- 1925 : Seigneur Polichinelle de Miguel Zamacoïs, théâtre de la Porte-Saint-Martin
- 1928 : Le Renard bleu de François Herczeg, mise en scène Alexandre Arquillière, théâtre de la Potinière
- 1929 : Histoires de France de Sacha Guitry, mise en scène de l'auteur, théâtre Pigalle
- 1946 : La Nuit du 16 janvier d'Ayn Rand, mise en scène Jacques Baumer, théâtre de l'Apollo
- 1946 : Anne et le dragon de Raymond Caillava, mise en scène Nouno Nicas, théâtre Verlaine

## Filmographie

### Acteur
- 1900 – Le Duel d'Hamlet de Clément Maurice avec Sarah Bernhardt : Laertes - court métrage -
- 1909 - La Maison sans enfant de Georges Monca - court métrage -
- 1909 – Monsieur Don Quichotte de Paul Gavault : L'officier - court métrage -
- 1910 – La Reine Margot de Camille de Morlhon - court métrage, 750 m -
- 1912 – La Dette de Charles Burguet
- 1912 – La Femme qui assassina de Henri Pouctal
- 1912 – Théodora de Henri Pouctal
- 1912 – Maud Jenkins de (Anonyme)
- 1912 – Serge Panine de Henri Pouctal
- 1912 – L'Usurier de Camille de Morlhon - 1,085 m : M. Gaston Sombreuil
- 1912 – L'Ambitieuse de Camille de Morlhon - 1,030 m : M. Gaston de Solanges
- 1913 – L'Amour qui protège de lui-même - 1,040 m -
- 1913 – La Broyeuse de cœurs ou Charmeuse de Camille de Morlhon - court métrage, 850 m : M. Pierre de Brézieux ou M. Pierre Raimberg
- 1913 – La Calomnie de Camille de Morlhon - court métrage, 705 m : M. Jean Vallier
- 1913 – Le Maître de forges de Henri Pouctal
- 1913 – Le Téléphone qui accuse de Henri Desfontaines et Paul Garbagni - 1,005 m : M. Robert Martial
- 1913 – La Revanche de la cigale de lui-même - court métrage, 490 m : Le musicien Jacques Gloire
- 1914 – Le Train de bois (anonyme) - court métrage, 720 m : Flambarge
- 1914 – La joie fait peur de Jacques Roullet - 1,220 m : M. Octave d'Illoy
- 1914 – La Reine Margot de Henri Desfontaines - Film tourné en deux époques : 1,165 m et 1,000 m -
- 1914 – Le Roman d'un spahi de Henri Pouctal - 1,555 m -
- 1914 – Le Roman du tzigane de Camille de Morlhon - 1,730 m - Le film ne fut jamais exploité -
- 1914 – La Vieillesse du père Moreux de Camille de Morlhon- 1,410 m : L'ami de Jean
- 1914 – Vingt ans de haine de Camille de Morlhon - 1,680 m -
- 1914 – Le Poteau de la mort de lui-même - court métrage - Également le scénariste -
- 1915 – La Petite Marchande de fleurs / Une erreur tragique de Camille de Morlhon - 1,115 m : Monsieur d'Astaing
- 1918 – Le Retour aux champs de Jacques de Baroncelli - 1,125 m : Le comte Robert de Hupont
- 1918 – Le Siège des Trois de Jacques de Baroncelli - 1,510 m -
- 1918 – Déchéance de Michel Zévaco - 1,530 m : M. Jacques Roland
- 1918 : L'Argent qui tue de Georges Denola - 1,195 m : M. Herbelin
- 1918 – André Cornélis de Georges Denola et Jean Kemm - 1,500 m : M. Termonde
- 1919 – L'Ibis bleu de Camille de Morlhon - 1,425 m : M. Denis Marcant
- 1919 – L'Impasse de Camille de Morlhon - 1,365 m -
- 1919 – L'Homme bleu de Jean Manoussi - 1,650 m -
- 1920 – Papa bon cœur de Jacques Grétillat - 1,890 m : M. Guy de Coulanges
- 1920 – Marthe de Gaston Roudès - 1,625 m : Le marquis d'Aiguerose
- 1920 – La Dette de Gaston Roudès - 1,675 m : Le comte de Rosan
- 1923 – La Roue d'Abel Gance  - 9,200 m et une version écourtée de 4,200 m -: Jacques de Hersan, le vieux monsieur qui épouse Norma.
- 1922 – Cyrano de Bergerac - "Cirano di Bergerac" d'Augusto Genina : Cyrano de Bergerac
- 1923 – Le Juge d'instruction de Marcel Dumont - 1,800 m : Le juge Saverbnier
- 1924 – Paris de René Hervil - 3,170 m : M. Maurice Revoil
- 1926 – Le Faiseur de statuettes de René Plaissetty : Le lecteur
- 1930 – Les Chevaliers de la montagne de Mario Bonnard : Le père de Mary
- 1930 – Les Deux mondes de Ewald-André Dupont : Le colonel Zaminsky
- 1930 – Fra Diavolo de Mario Bonnard : Le général Dufresne
- 1931 – Le congrès s'amuse de Erik Charell et Jean Boyer : Metternich
- 1931 – Coups de roulis de Jean de La Cour : Le commandant Gerville
- 1931 – La Petite Montparnasse / Pile ou face de Hanns Schwarz et Max de Vaucorbeil : Le comte de Richebourg
- 1932 : Conduisez-moi Madame / Antoinette de Herbert Selpin : Le baron Georges
- 1933 – Les Deux Orphelines de Maurice Tourneur : le Comte de Lignières
- 1933 – L'Amour qu'il faut aux femmes de Adolphe Trotz : Le mari du troisième couple
- 1933 – La Garnison amoureuse de Max de Vaucorbeil : Le général
- 1933 – Quelqu'un a tué / Le château de la terreur de Jack Forrester : Tanner
- 1933 – Tout pour l'amour de Joe May et Henri-Georges Clouzot : Le père
- 1934 – Amok de Fedor Ozep : Le président
- 1934 – Le Billet de mille de Marc Didier - Une simple participation
- 1934 – Mam'zelle Spahi de Max de Vaucorbeil : le général
- 1934 – Vers l'abîme de Hans Steinhoff et Serge Veber : Sueelen
- 1935 : Bibi-la-Purée de Léo Joannon : Duranton
- 1935 : La Marche nuptiale de Mario Bonnard : M. de Plessans
- 1935 – Deuxième bureau de Pierre Billon : le colonel Guéraud
- 1936 – Les Gais Lurons de Paul Martin et Jacques Natanson : Manning
- 1936 – L'Homme à abattre de Léon Mathot : le colonel Guéraud
- 1936 – Les Loups entre eux de Léon Mathot : Le colonel Guéraud
- 1936 – Les Réprouvés de Jacques Séverac : Le commandant
- 1937 – La Chanson du souvenir de Detlef Sierck et Serge de Poligny : le prince
- 1937 – Le Cantinier de la coloniale de Henry Wulschleger
- 1937 – Ces dames aux chapeaux verts de Maurice Cloche
- 1937 – Double Crime sur la ligne Maginot de Félix Gandéra : le colonel
- 1937 – Forfaiture de Marcel L'Herbier : le président de la société
- 1937 – Gueule d'amour de Jean Grémillon : le commandant
- 1937 – Ignace de Pierre Colombier : l'inspecteur général
- 1937 – Le Mensonge de Nina Petrovna de Victor Tourjansky : l'oncle
- 1937 – Les Perles de la couronne de Sacha Guitry et Christian-Jaque : le vieux Lord
- 1937 – Troïka sur la piste blanche de Jean Dréville : le colonel Zagloba
- 1938 – Le Capitaine Benoît de Maurice de Canonge : le colonel
- 1938 – La Fin du jour de Julien Duvivier : Laroche
- 1938 – Légions d'honneur de Maurice Gleize : le président du conseil de guerre
- 1938 – Le Récif de corail de Maurice Gleize : un médecin
- 1938 – La Vénus de l'or de Charles Méré et Jean Delannoy
- 1939 – Pièges de Robert Siodmak
- 1939 – La Règle du jeu de Jean Renoir : Le Général
- 1939 – Les Trois Tambours (Vive la nation) de Maurice de Canonge : Le marquis de Baynes
- 1940 – Sérénade de Jean Boyer : Metternich
- 1940 – Untel père et fils de Julien Duvivier
- 1941 – Le Destin fabuleux de Désirée Clary de Sacha Guitry : M. Clary
- 1941 – La Symphonie fantastique de Christian-Jaque : le professeur
- 1942 – Les Ailes blanches de Robert Péguy : M. Dupuis-Villeuse
- 1942 – L'Appel du bled de Maurice Gleize : M. Darbois
- 1942 – La Femme que j'ai le plus aimée de Robert Vernay : l'oncle
- 1942 – La Grande Marnière de Jean de Marguenat : M. de Clairfond
- 1942 – Mahlia la métisse de Walter Kapps : le docteur Moreuil
- 1945 – Coup de tête de René Le Hénaff
- 1945 – Jeannou de Léon Poirier : le marquis de Cantegril
- 1945 – La Vie de plaisir de Albert Valentin : Monseigneur
- 1945 – L'Affaire du collier de la reine de Marcel L'Herbier et Jean Dréville : le procureur Joly de Fleury
- 1945 – Leçon de conduite de Gilles Grangier : M. Derlancourt
- 1945 – Les Malheurs de Sophie de Jacqueline Audry
- 1945 – Peloton d'exécution d'André Berthomieu : De Juste
- 1945 – Le Père Serge de Lucien Ganier-Raymond
- 1946 – Le Capitan de Robert Vernay (film tourné en deux époques) : Le médecin du roi
- 1946 – Hyménée d'Émile Couzinet : Le général
- 1946 – Face à la vie de René Chanas - court métrage -
- 1947 – Miroir de Raymond Lamy : Le président du tribunal
- 1947 – Erreur judiciaire de Maurice de Canonge
- 1947 – Les Requins de Gibraltar d'Emil-Edwin Reinert : L'oncle Carters
- 1948 – Colomba d'Émile Couzinet
- 1948 – Le Mannequin assassiné de Pierre de Hérain : le notaire
- 1948 – Ruy Blas de Pierre Billon : le marquis de Priego
- 1949 – Tous les deux de Louis Cuny : M. Gendron
- 1949 – La Femme nue de André Berthomieu : Le prince de Chabran
- 1951 – Buridan, héros de la tour de Nesle d'Émile Couzinet
- 1951 – Monsieur Fabre d'Henri Diamant-Berger
- 1951 – Paris chante toujours de Pierre Montazel
- 1952 – Monsieur Leguignon lampiste de Maurice Labro : le général de Saint-Bouquet
- 1952 – Le Curé de Saint-Amour d'Émile Couzinet
- 1953 – Le Chasseur de chez Maxim's d'Henri Diamant-Berger : Honoré

### Réalisateur
- 1913 – L'Amour qui protège
- 1913 – Le Poteau de la mort
- 1913 – La Revanche de la cigale